# Henri Simonet
Pour les articles homonymes, voir Simonet.
Henri François Simonet, né à Bruxelles le 10 mai 1931 et mort le 15 février 1996, fut ministre d'État et bourgmestre PS d'Anderlecht entre 1966 et 1984. Il es passé du socialisme au libéralisme.

## Biographie
Né à Bruxelles le 10 mai 1931 dans une famille modeste patoisante et peu politisée, il se révèle très tôt un élève surdoué. Et c'est à l'université libre de Bruxelles qu'il décroche ses doctorats en droit et en sciences économiques et financières. Avant de partir pour un an à l'université américaine de Columbia.
En 1959, il devient membre du Parti socialiste. Deux ans plus tard, il devient chef de cabinet d'Antoon Spinoy, ministre des Affaires économiques et de l'Énergie.
Faisant déjà partie de l'aile droite et atlantiste du PS, il est aussi membre d'honneur du Cercle des Nations. Au début des années 1980, il est en plus isolé au Parti socialiste. Il est fortement opposé aux réformes institutionnelles en cours au niveau fédéral, et ne soutient pas la contestation par son parti du placement de missiles stratégiques à Florennes. Il quitte le PS en 1985 pour rejoindre le Parti réformateur libéral, où il tient des discours de plus en plus critiques sur la question de l'immigration,.
Sous l'administration d'Henri Simonet, le visage d'Anderlecht se modifie. L'implantation de l'hôpital Erasme sur le territoire d'Anderlecht, pour laquelle il a particulièrement œuvré en tant que président du Conseil d'administration de l'ULB permet du même coup le développement économique de toute cette partie de la commune[réf. nécessaire].
En 1984, Henri Simonet décide d'abandonner la vie politique communale et Christian D'Hoogh lui succède au mayorat d'Anderlecht.
Après avoir été député PS du 2 juin 1966 au 5 janvier 1973 et du 25 janvier 1977 au 14 mai 1984, il devient député national belge pour le PRL du 13 octobre 1985 au 13 décembre 1987, ensuite sénateur jusqu'au 24 novembre 1991, puis à nouveau député fédéral jusqu'au 16 juin 1992, où il cède son siège à son fils Jacques.
Il est également vice-président de la Commission européenne et ministre des Affaires étrangères et économiques.
Il est administrateur de sociétés et professeur d'université, étant docteur en droit et en sciences économiques et financières et CRB Graduate Fellow (université Columbia, États-Unis).
Simonet est ministre des Affaires étrangères, secrétaire d'État à l'Économie régionale, adjoint au Ministre des Affaires bruxelloises, ministre des Affaires économiques, membre et vice-président de la Commission des Communautés européennes.
Henri Simonet, ministre des Affaires étrangères, candidat officieux au poste de secrétaire général de l'OTAN, est impliqué dans un scandale politico-financier, par l'intermédiaire de son épouse Marie-Louise Angenet, dans une affaire de vente d'armes à l'Argentine et en Uruguay. Le scandale a été dévoilé par l'hebdomadaire Pour qui a consacré ses trois derniers numéros à un dossier complet intitulé Simonet connection. Selon le magazine, qui publie de nombreuses photocopies de documents confidentiels, l'épouse du ministre des Affaires étrangères de l'époque, Marie Louise Simonet-Angenet, a été nommée fin 1977 PDG de la société Bruxelloise d'Auto Transport (BAT), constructeur de la voiture blindée BDX, véhicule de maintien d'ordre public.
En 1992, il quitte la politique au profit de son fils Jacques Simonet, qui poursuit également une carrière politique au parti réformateur libéral.
Il décède, le 15 février 1996. Il est enterré au cimetière d'Anderlecht.

## Distinctions
- Commandeur de l'ordre de Léopold
- Grand-croix de l'ordre de Léopold II
- Grand-croix de l'ordre de la Couronne

## Publications
- Je n'efface rien et je recommence, Didier Hatier (collection 'Politiques'), 1986.
- Simonet, Henri: La Formation du capital dans les pays sous-développés et l'assistance financière étrangère, Bruxelles (VUB) 1959
- Simonet, Henri: Le Point de la situation au Congo, 1960
- Simonet, Henri: “Energy And The Future Of Europe”, in: Foreign Affairs, avril 1975
- Simonet, Henri: Belgium in the Postwar Period Partner and Ally, 1981  (ISBN 0892060336).
- Kissinger, Henry/ Simonet, Henri u. a.: “NATO, the Next Thirty Years: Report of the Conference, Palais d'Egmont, Brussels, Belgium, September 1-3, 1979”, janvier 1979  (ISBN 0892060123).